# In-Line-Compoundieren
Unter In-Line-Compoundieren versteht man das Compoundieren einer polymeren Formmasse und die unmittelbare (direkte) Verarbeitung zum fertigen Produkt ohne den Umweg über ein Granulat oder Halbzeug. Weil dieser Zwischenschritt entfällt, spricht man in diesem Zusammenhang von einem Direktverfahren. Meistens findet man diese Technik bei der Verarbeitung von langfaserverstärkten Thermoplasten (LFT), da sich dadurch im Bauteil längere Fasern (in der Regel mehrere mm), verglichen mit der Verwendung von Halbzeugen, erreichen lassen, was positive Auswirkungen auf das mechanische Eigenschaftsprofil (Festigkeit, Steifigkeit und vor allem Schlagzähigkeit) hat.